# Militär-Karl-Friedrich-Verdienstorden

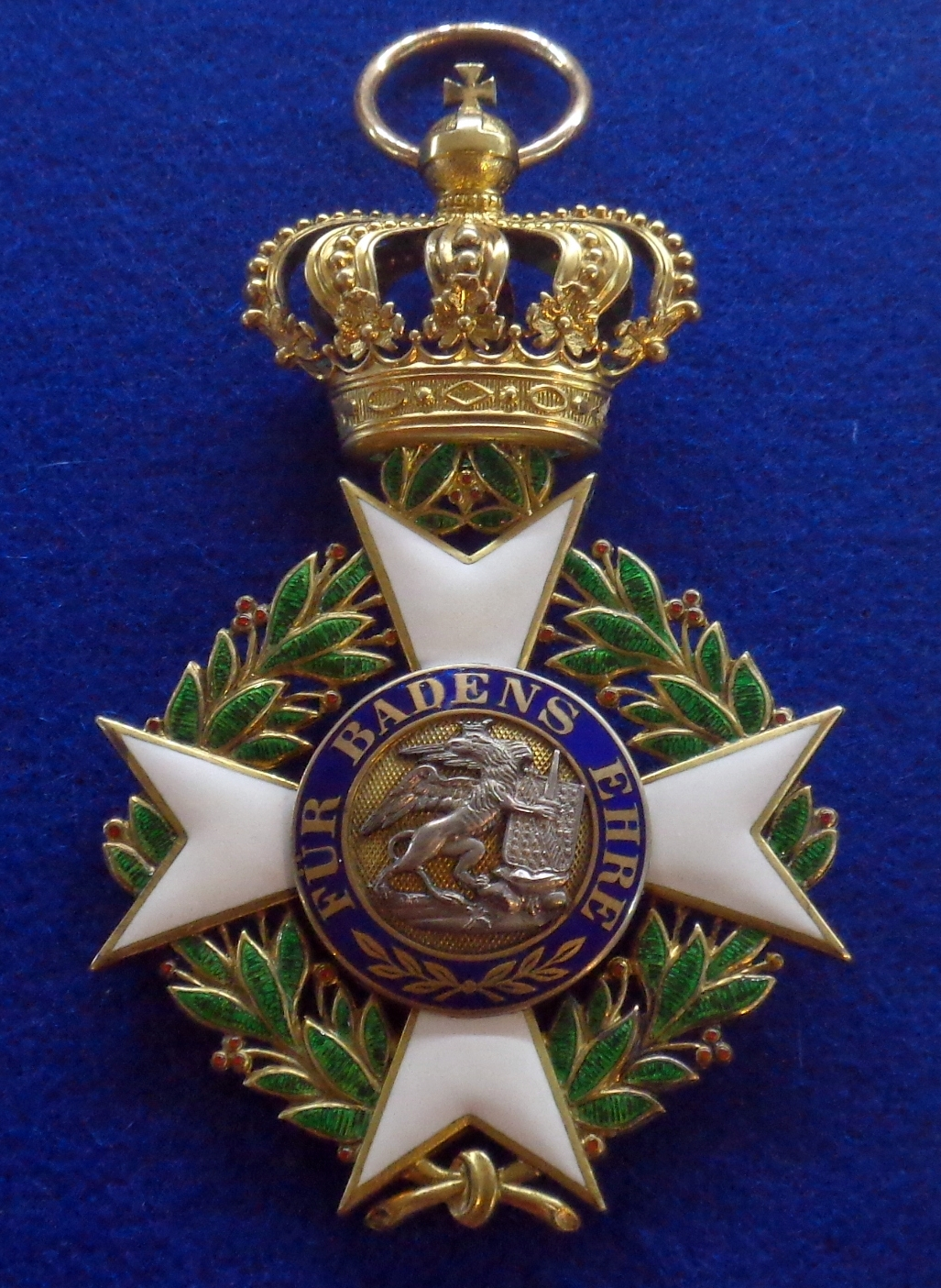
Großkreuz

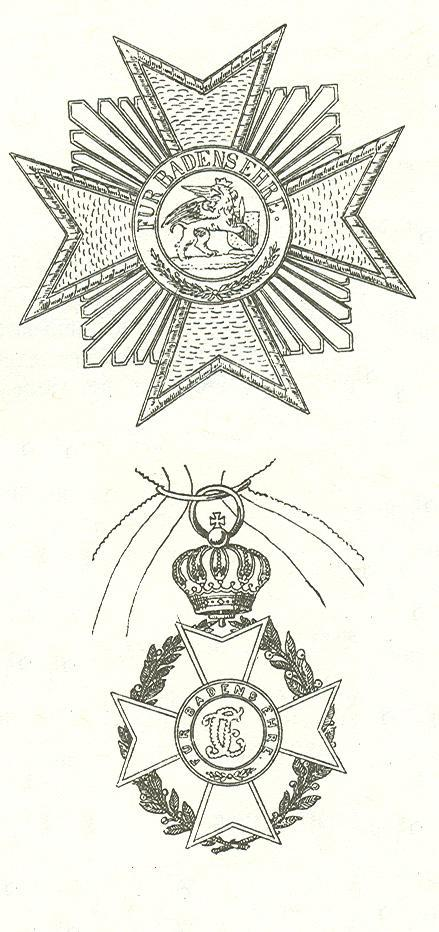
Bruststern und Großkreuz

Ordensband

Der Militär-Karl-Friedrich-Verdienstorden wurde am 4. April 1807 durch den Kurfürsten und späteren Großherzog von Baden, Carl Friedrich, gestiftet und war ausschließlich zur Verleihung an Offiziere zur Belohnung für hervorragende Waffentaten vorgesehen.

## Ordensklassen
Ursprünglich in drei Klassen gestiftet, erfolgte 1840 die Teilung der Komturklasse in die I. und die II. Klasse. Dem Orden war außerdem seit 1807 die Karl Friedrich-Militär-Verdienstmedaille angeschlossen. 
- Großkreuz
- Komtur I. Klasse
- Komtur II. Klasse
- Ritter

## Ordensdekoration
Das Ordenszeichen ist ein aus Gold gefertigtes weiß emailliertes Malteserkreuz, unter dessen Kreuzarmen ein Lorbeerkranz mit grün emaillierten Blätter verläuft. Das Kreuz ist von einer Markgrafen- bzw. Herzogskrone (seit 1806) überhöht. Im Medaillon des Kreuzes finden sich auf rot emaillierten Grund die goldenen verschlungenen Initialen des Stifters C F (Carl Friedrich). Umschlossen ist das Medaillon von einem blau emaillierten Reif mit der goldenen Inschrift FÜR BADENS EHRE. Auf der Rückseite ist ein gekrönter rücksehenden Greif als Schildhalter mit dem bereits beschriebenen Reif zu sehen.

## Karl Friedrich-Militär-Verdienstmedaille
Am 4. April 1807 erfolgte die Stiftung der Karl Friedrich-Militär-Verdienstmedaille für Unteroffiziere und Mannschaften in zwei Stufen, Gold und Silber. Die Medaille wurde bis zum Ende der Monarchie im Jahr 1918 für besondere Tapferkeit und ausgezeichnete Leistungen verliehen. 
Die runde Medaille zeigt die Abbildung aus dem Revers des Ordens und darüber die Umschrift FUR BADENS EHRE. Auf der Rückseite ist ein unten zusammengebundener Lorbeerkranz zu sehen; darin sind die zweizeiligen Worte DEM TAPFERN geprägt und darunter der Familienname des Empfängers in Großbuchstaben eingraviert. Teilweise wurde diese Gravur noch um das Verleihungsjahr ergänzt.

## Trageweise
Getragen wurde das Großkreuz an einem Schulterband von der linken Schulter zur rechten Hüfte. Das Komturkreuz wurde als Halsorden dekoriert. Großkreuz und Komtur I. Klasse trugen zusätzlich einen aus Silber gefertigten Bruststern, der die Ordensdekoration zeigt und in den Kreuzwinkel Strahlen trägt. Ritterkreuz und Verdienstmedaille wurden am Band auf der linken Brustseite getragen.
Das Band ist gelb mit einem breiten roten Mittel- und schmalen weißen Randstreifen.

## Verleihungszahlen
Bis zum Ende der Monarchie wurde der Orden und die Verdienstmedaille wie folgt verliehen:
- Großkreuz - 41 Verleihungen
- Komtur (bis 1839) - 67 Verleihungen
- Komtur I. Klasse - 26 Verleihungen
- Komtur II. Klasse - 17 Verleihungen
- Ritterkreuz - 706 Verleihungen
- Goldene Verdienstmedaille - 103 Verleihungen
- Silberne Verdienstmedaille - 2858 Verleihungen, davon 574 Verleihungen in den Jahren 1870 und 1871

Siehe auch: Träger des Militär-Karl-Friedrich-Verdienstordens

## Besonderheiten
Nach dem Ableben des Inhabers war der Orden rückgabepflichtig.
Mit der Verleihung des Ordens bzw. der Goldenen Verdienstmedaille war ein lebenslanger Ehrensold verbunden, den das Deutsche Reich den Inhabern zahlte. Für die Goldene Verdienstmedaille waren das 100 Gulden, für die Silberne 50 Gulden (Stand: 1870). Die Bundesrepublik Deutschland zahlte den Inhabern ab 1. Oktober 1956 monatlich 25 DM.